# Patric Klandt
Patric Klandt (* 29. September 1983 in Frankfurt am Main) ist ein ehemaliger deutscher Fußballtorhüter und heutiger Torwarttrainer.

## Karriere

### Spieler
Der heute als Torwart spielende Klandt begann beim FFV Sportfreunde 04 als Feldspieler mit dem Fußballspielen, von dem aus er noch als F-Jugendlicher zu Eintracht Frankfurt wechselte und sechs Jahre zum Teil als Feldspieler die Jugendabteilungen der Eintracht durchlief. Daraufhin ging er zum VfR Kesselstadt, bei dem er nunmehr ausschließlich im Tor eingesetzt wurde und als B-Jugendlicher Jugend-Hessenpokalsieger wurde. Im Jahre 2000 schloss er sich erneut Eintracht Frankfurt an und schaffte dort den Sprung in den Seniorenbereich. Daneben absolvierte Klandt eine Ausbildung zum Kfz-Mechatroniker.
In der Regionalliga-Saison 2002/03 kam Klandt auf zwei Einsätze für die zweite Mannschaft der Eintracht, diese stieg jedoch zum Saisonende in die Oberliga Hessen ab. Nach einer anschließenden Oberliga-Saison in Frankfurt wechselte Klandt daraufhin im Juli 2004 zum Regionalligisten SV Wehen-Taunusstein und absolvierte dort in den Saisons 2004/05 und 2005/06 insgesamt 50 Partien, womit er Guido Koltermann aus der Stammelf verdrängte.
Im Juli 2006 wechselte Klandt als Perspektivspieler zum F.C. Hansa Rostock. In der Saison 2006/07 gehörte er dessen Zweitligakader als dritter Torhüter an und stieg mit diesem in die Bundesliga auf, ohne selbst ein Spiel absolviert zu haben. Stattdessen spielte er 24-mal in der zweiten Mannschaft in der Oberliga Nordost. In der Bundesliga-Saison 2007/08 gehörte Klandt abermals dem Kader des Aufsteigers an, wurde jedoch im Saisonverlauf nach einem krankheitsbedingten Ausfall des Stammtorhüters Stefan Wächter nicht als Ersatztorhüter berücksichtigt. Daraufhin wechselte er in der Winterpause nach 12 Einsätzen für Hansas zweite Mannschaft in der Hinrunde im Tausch gegen deren Ersatz-Torhüter Kenneth Kronholm zum FSV Frankfurt.
Beim FSV Frankfurt verdrängte er zu Beginn der Rückrunde Florian Schürenberg als Stammtorhüter und hatte mit 15 Einsätzen während der Regionalliga-Saison 2007/08 Anteil am Aufstieg in die 2. Bundesliga. Zur Zweitliga-Saison 2008/09 verpflichtete der FSV zwar Marjan Petković als weiteren Torhüter, Trainer Tomas Oral entschied sich jedoch für Klandt als Stammtorhüter, so dass er am ersten Saison-Spieltag sein Debüt in der zweiten Liga bestritt. In der Saison 2012/13 erreichte er mit der Mannschaft mit dem vierten Platz die bisher beste Platzierung des Vereins. Er blieb für acht Jahre Stammtorwart des FSV und bestritt über 250 Pflichtspiele in der 2. Bundesliga und im DFB-Pokal.
Zur Saison 2015/16 wechselte Klandt ablösefrei zum Zweitligisten SC Freiburg. Seinen einzigen Einsatz für den SC Freiburg hatte Klandt am 15. Mai 2016 im Zweitligaspiel gegen Union Berlin. Bis 2018 absolvierte er außerdem vier Spiele für die zweite Mannschaft des SC.
In der Sommerpause 2018 schloss er sich für zunächst ein Jahr dem 1. FC Nürnberg an. Nach der Saison 2021/22, beendete er auf dem Posten eines 3. Torwarts seine Spielerkarriere.

### Trainer
Nach dem Ende seiner Spielerkarriere kehrte er im Sommer 2022 zu seinem Jugendverein Eintracht Frankfurt zurück und wurde dort im Jugendbereich Torwarttrainer für die U19-Mannschaft. Ein Jahr später übernahm er zur Saison 2023/24 die gleiche Funktion bei der U17 des Vereins.

## Erfolge
- Aufstieg in die 1. Bundesliga 2016 mit SC Freiburg